# 후지모토 유코
후지모토 유코(藤本佑子, 1943년 1월 14일 ~ )는 일본의 여자 배구 선수이다. 1964년 도쿄 하계 올림픽 여자 배구 금메달리스트이다.

## 학력
- 구레시립양성중학교 (졸업)
- 스즈호여자고등학교 (졸업)

## 경력
- 지보케주카 (단체팀)